# Zarréu
Zarréu ist ein Parroquia und gleichzeitig der Hauptort in der autonomen Region Asturien im Norden Spaniens in der Gemeinde Degaña.

Die 830 Einwohner (2011) leben in zwei Dörfern auf einer Fläche von 28,58 km2
 in einer Höhe von 1217 msnm. Degaña, die Gemeindehauptstadt ist 8 km entfernt.

Das Naherholungsgebiet „Area recreativa Puerto Cerredo“ in der Höhe von 1.341 m über NN auf dem Pass Puerto der Cerredo (42° 57′ 17″ N, 6° 26′ 23″ W) hat nicht nur im Parroquia einen hohen Stellenwert.

## Flüsse und Seen
Der Rio Ibias ist der größte Fluss der Gemeinde, der auch durch das Parroquia fließt.

## Verkehrsanbindung
- Nächster internationaler Flugplatz: Flughafen León.
- Haltestellen der FEVE sind in jedem Ort.
- Die AS-15 ist die Hauptverkehrsstraße der Gemeinde, welche auch direkt durch Zarréu führt.

## Wirtschaft
Seit alters her ist die Landwirtschaft – und besonders die Viehwirtschaft mit all ihren Nebenbetrieben wie Molkereien, Käsereien usw. – die Haupteinnahmequelle der Gemeinde. Der größte Arbeitgeber ist noch heute der Bergbau, welcher speziell im benachbarten Villablino noch heute größere Minen betreibt. Das Dienstleistungsgewerbe mit der Tourismusindustrie ist auch hier die Sparte mit dem größten Wachstum.

## Sehenswertes
- Kirche „La iglesia parroquial de Santa María“ in Zarréu aus dem 14. Jahrhundert
- Hof mit Kapelle „Casa de Florencio con capilla de la Virgen del Carmen“
- Hügelgrab „Túmulo funerario“ bei La Prohida

## Feste und Feiern
- 16. August – Feria de San Roque in Zarréu
- 8. September – Feria de Covadonga in Zarréu

## Dörfer und Weiler
Dem Parroquia sind 2 Dörfer zugeordnet:
- Zarréu – 829 Einwohner 2011 42° 56′ 46″ N, 6° 29′ 25″ W
- La Pruída – 1 Einwohner 2011